# Каменецький Володимир Олександрович
Володимир Олександрович Каменецький (15 лютого 1881 року, Київ — 1947 рік, Москва) — російський радянський економікогеограф і картограф, педагог, доктор географічних наук (1936), професор (1929). Один з організаторів вищої картографічної освіти в СРСР.

## Біографія
Народився Володимир Олександрович 15 лютого 1881 року в Києві. Закінчив Першу Московську гімназію. 1910 року закінчив історико-філологічний факультет Московського університету. За революційну діяльність піддавався арешту. Працював в енциклопедичному словнику Гранат. Від 1913 року викладав географію в Кокандськом комерційному училищі.
Після революційних подій 1917 року став секретарем і московським уповноваженим Ради професорів Смоленського університету. З 1921 року завідував географічним кабінетом Педагогічного музею МОНО, У 1921—1924 роках був головою географічного відділення вищої військово-педагогічної школи, викладачем робфаку Комуністичного університету імені Я. М. Свердлова. Впродовж 1926—1929 років — доцент Другого Московського державного університету.
Від 1929 року професор Московського межового інституту, який 1930 року був розділений на два вищі навчальні заклади: Московський геодезичний інститут (майбутній МИИГАиК) і Московський інститут інженерів землеустрою. Наступного року стає завідувачем кафедри складання та редагування карт, організатором картографічного факультету в МИИГАиК.
Впродовж 1934—1936 років — завідувач кафедри картографії та геодезії ґрунтово-географічного факультету Московського університету.
1936 року, у зв'язку з важкою хворобою, залишив роботу, вийшов на пенсію і передав керівництво кафедрою доценту Петру Васильовичу Дензіну (1881—1957), який очолював її до 1950 року. Помер 1947 року в Москві.

## Наукові праці
Володимир Олександрович Каменецький мав широке коло наукових інтересів, займався проблемами картознавства, класифікації та редагування картографічних творів, питанням картографічної генералізації, аналізу карт, історії картографії (читав лекції). Автор і укладач ряду географічних карт і атласів. Один з перших розробників теоретичних основ картографії.
- Малый географический атлас для школы / ред. Каменецкий В. А. — М., 1929.
- Атлас промышленности СССР / ред. Каменецкий В. А. — М., 1929—1931.
- Каменецкий В. А. Обзорная карта плотности населения СССР. — М., 1929.
- Атлас Московской области / ред. Каменецкий В. А. — М.
- Каменецкий В. А. Карманный атлас СССР / Под ред. В. А. Каменецкого, А. А. Борзова и Н. Г. Ермонского; ГУГСК НКВД СССР. — Временное издание. — М.-Л. : Всесоюзный картографический трест (ВКТ), 1936. — 20000 прим.
- Большой советский атлас мира. — М., 1937. (у співавторстві).

## Нагороди і відзнаки
Почесний професор МИИГАиК.